# Judenzins
Judenzins hat zwei unterschiedliche Bedeutungen:
Einerseits handelte es sich um eine Schutzabgabe, welche Juden aufgrund des Judenregals an die christliche Obrigkeit zu entrichten hatten; auch die in unregelmäßigen Abständen erfolgende behördliche Konfiskation jüdischen Eigentums unter gleichzeitiger Vertreibung jüdischer Gemeinden wurde „Judenzins“ genannt.
Anderseits war „Judenzins“ ein antijudaistischer Begriff für Wucher. Der geschichtliche Hintergrund dafür war das mittelalterliche Zinsverbot, das den gewerbsmäßigen Geldverleih als verdammenswert hinstellte und für Christen, aber nicht für Juden galt. Als nicht mehr jeder Darlehenszins  als unchristlich galt, wurde nur noch der übermäßige als „jüdisch“ hingestellt. Der Begriff fand auch über die rein antijüdische Polemik hinaus Verwendung. In Friedrich Schillers Die Räuber (1. Akt, 2. Szene) zeichnet Karl Moor in seinem „[Ekel] vor diesem tintenklecksenden Seculum“ die christlichen Kleriker als bigott, sie „berechnen ihren Judenzins am Altare“.